# Lomographa phaedra
Lomographa phaedra là một loài bướm đêm trong họ Geometridae.